# Milan Associazione Calcio 1972-1973
Questa voce raccoglie le informazioni riguardanti il Milan Associazione Calcio nelle competizioni ufficiali della stagione 1972-1973.

## Stagione

Il capitano milanista Rivera (a destra) a segno della goleada di San Siro contro l'Atalanta (9-3) del 15 ottobre 1972: l'incontro stabilì il record, ancora imbattuto, del numero di gol in una partita nella storia della Serie A a girone unico.

Albino Buticchi diventa il nuovo presidente rossonero mentre alla guida della squadra per la stagione 1972-1973 viene confermato Nereo Rocco, che assume il ruolo di direttore tecnico, insieme a Cesare Maldini come allenatore. I nuovi acquisti durante il calciomercato estivo sono Luciano Chiarugi, Dario Dolci e Maurizio Turone; nell'autunno 1972 si ritira invece, dopo 5 anni e 183 partite in rossonero, il portiere Fabio Cudicini, già fermo per alcuni problemi renali, che viene sostituito tra i pali da Villiam Vecchi.
In campionato il Milan subisce solo 2 sconfitte (entrambe in trasferta) nel girone di andata, che chiude in 1ª posizione a quota 22 punti, tanti quanti quelli realizzati dalla Juventus. anche grazie all'apporto di un attacco prolifico. Alla fine saranno 65 le reti realizzate, con una media di più di due a partita. Nel corso dell'annata i rossoneri si rendono autori di alcune goleade, come il 9-3 inflitto all'Atalanta il 15 ottobre 1972, che costerà di fatto ai bergamaschi la retrocessione per la differenza reti al termine del torneo, chiuso a pari punti con Roma, Sampdoria e Vicenza. La partita contro l'Atalanta è quella con il record di reti segnate complessivamente in Serie A.

Il capitano bianconero Salvadore e quello rossonero Rivera entrano a San Siro per la classica del 18 febbraio 1973 (2-2): il duello stagionale tra Milan e Juventus interessò sia il campionato sia la Coppa Italia.

Nella prima parte di campionato Rivera e compagni sono secondi alle spalle della Lazio di Tommaso Maestrelli, prima di competere con i romani e la Juventus. Rossoneri e bianconeri continuano poi appaiati fino alla 20ª giornata, quando la Juventus perde il derby con il Torino mentre il Milan batte il Lanerossi Vicenza, guadagnando così 2 punti sui bianconeri. A marzo il Milan ha tre punti di vantaggio sulle concorrenti ma la sconfitta del 22 aprile all'Olimpico contro i biancocelesti, con un gol annullato a Chiarugi dall'arbitro Concetto Lo Bello e la conseguente espulsione di Rocco per proteste, rende decisiva l'ultima giornata, in programma il 20 maggio 1973, con i Diavoli avanti di un punto rispetto alle rivali.

L'allenatore Rocco discute con Chiarugi, il miglior marcatore rossonero della stagione.

Alla penultima giornata, in particolare, il Milan guida la classifica con 44 punti davanti a Juventus e Lazio (unica ad aver battuto i rossoneri nel girone di ritorno), appaiate a quota 43. Il Milan, che pochi giorni prima aveva disputato una dispendiosa finale di Coppa delle Coppe, deve affrontare in trasferta il Verona, che batte i rossoneri per 5-3; la Lazio perde nel finale a Napoli e la Juventus, invece, sta pareggiando contro la Roma, ma a pochi minuti dal termine Antonello Cuccureddu segna il gol-vittoria che dà lo scudetto ai bianconeri. Il Milan chiude così il campionato al 2º posto, e questo episodio fu soprannominato la Fatal Verona. Il capitano rossonero Gianni Rivera risulta capocannoniere della competizione con 17 gol, a pari merito con Paolo Pulici e Giuseppe Savoldi. La vittoria in contemporanea di tre giocatori del titolo di capocannoniere è un evento rimasto unico nella storia della Serie A.
In Coppa delle Coppe il Milan si qualifica alla finale dopo avere eliminato nei sedicesimi di finale i lussemburghesi del Red Boys Differdange (vittoria per 4-1 all'andata a Differdange e per 3-0 nel ritorno a Milano), negli ottavi di finale i polacchi del Legia Varsavia (1-1 a Varsavia e vittoria per 2-1 dopo i supplementari a San Siro), nei quarti di finale i sovietici dello Spartak Mosca (vittoria per 1-0 a Soči e pareggio per 1-1 in casa) e in semifinale i cecoslovacchi dello Sparta Praga (due vittorie per 1-0).

I rossoneri in posa dopo la vittoriosa difesa della Coppa Italia.

Nella finale di Salonicco del 16 maggio 1973 i rossoneri affrontano gli inglesi del Leeds e vincono la gara grazie a una punizione dopo tre minuti di Chiarugi, che diviene capocannoniere del torneo con 7 reti. A scendere in campo per l'ultimo atto sono Vecchi, Sabadini, Zignoli, Anquilletti, Turone, Rosato, Sogliano, Benetti, Bigon, Rivera e Chiarugi. È la seconda Coppa delle Coppe vinta dai rossoneri; il milanista Luciano Chiarugi risulta inoltre capocannoniere della manifestazione con 7 reti.
La stagione si conclude con la Coppa Italia dove il Milan, in qualità di detentore del trofeo, inizia dal secondo turno. I rossoneri chiudono il girone B, nel quale sono inseriti anche Atalanta, Cagliari e Napoli, al 1º posto con 10 punti frutto di 5 vittorie e una sconfitta e si qualificano per la finale del 1º luglio 1973 all'Olimpico di Roma contro la Juventus. Circa un mese dopo la Fatal Verona il Milan si prende la rivincita battendo 6-3 dopo i calci di rigore la Juventus nella finale di Coppa Italia, conquistando così la sua terza coppa nazionale. Il match termina 1-1 dopo i tempi supplementari (nel primo tempo al gol bianconero di Roberto Bettega risponde, su rigore, Romeo Benetti). Dal dischetto Schnellinger, ancora Benetti, Chiarugi, Biasiolo e Magherini non falliscono, mentre i bianconeri sbagliano 3 tiri su 5, fissando il risultato sul 5 a 2 per i rossoneri.

## Divise
La divisa è una maglia a strisce verticali della stessa dimensione, rosse e nere, con pantaloncini bianchi e calzettoni neri con risvolto rosso. La divisa di riserva è una maglia bianca con colletto e bordi delle maniche rossi e neri, pantaloncini bianchi e calzettoni bianchi con risvolto nero e rosso.
| Casa | Trasferta |

## Organigramma societario[3]
Area direttiva
- Presidente: Albino Buticchi
- Segretario: Carlo Mupo

Area tecnica
- Allenatore: Cesare Maldini
- Direttore tecnico: Nereo Rocco

Area sanitaria
- Medico sociale: Giovanni Battista Monti
- Massaggiatore: Carlo Tresoldi

## Rosa
| N. |                           | Ruolo | Calciatore                              |
| -- | ------------------------- | ----- | --------------------------------------- |
|    | Italia (bandiera)         | P     | Pierangelo Belli                        |
|    | Italia (bandiera)         | P     | Fabio Cudicini                          |
|    | Italia (bandiera)         | P     | Renato Marson                           |
|    | Italia (bandiera)         | P     | Villiam Vecchi                          |
|    | Italia (bandiera)         | D     | Angelo Anquilletti                      |
|    | Italia (bandiera)         | D     | Dario Dolci                             |
|    | Italia (bandiera)         | D     | Roberto Rosato                          |
|    | Italia (bandiera)         | D     | Giuseppe Sabadini                       |
|    | Germania Ovest (bandiera) | D     | Karl-Heinz Schnellinger (vice capitano) |
|    | Italia (bandiera)         | D     | Maurizio Turone                         |
|    | Italia (bandiera)         | D     | Giulio Zignoli                          |
|    | Italia (bandiera)         | C     | Romeo Benetti                           |

| N. |                   | Ruolo | Calciatore               |
| -- | ----------------- | ----- | ------------------------ |
|    | Italia (bandiera) | C     | Giorgio Biasiolo         |
|    | Italia (bandiera) | C     | Roberto Casone           |
|    | Italia (bandiera) | C     | Guido Magherini          |
|    | Italia (bandiera) | C     | Gianni Rivera (capitano) |
|    | Italia (bandiera) | C     | Riccardo Sogliano        |
|    | Italia (bandiera) | A     | Alberto Bigon            |
|    | Italia (bandiera) | A     | Luciano Chiarugi         |
|    | Italia (bandiera) | A     | Lino Golin               |
|    | Italia (bandiera) | A     | Graziano Gori            |
|    | Italia (bandiera) | A     | Pierino Prati            |
|    | Italia (bandiera) | A     | Carlo Tresoldi           |

## Calciomercato

### Sessione estiva
| Acquisti | Acquisti         | Acquisti   | Acquisti      |
| R.       | Nome             | da         | Modalità      |
| -------- | ---------------- | ---------- | ------------- |
| D        | Dario Dolci      | Varese     | definitivo    |
| D        | Maurizio Turone  | Genoa      | definitivo    |
| C        | Roberto Casone   | Sampdoria  | fine prestito |
| A        | Luciano Chiarugi | Fiorentina | definitivo    |

| Cessioni | Cessioni            | Cessioni  | Cessioni   |
| R.       | Nome                | a         | Modalità   |
| -------- | ------------------- | --------- | ---------- |
| D        | Aldo Maldera        | Bologna   | prestito   |
| D        | Luciano Monticolo   | Catanzaro | definitivo |
| C        | Pier Paolo Scarrone | Genoa     | definitivo |
| C        | Vincenzo Zazzaro    | Lecco     | prestito   |
| A        | Silvano Villa       | Sampdoria | prestito   |

### Sessione autunnale
| Cessioni | Cessioni       | Cessioni | Cessioni      |
| R.       | Nome           | a        | Modalità      |
| -------- | -------------- | -------- | ------------- |
| P        | Fabio Cudicini | -        | fine carriera |

## Risultati

### Serie A

#### Girone di andata
| Arbitro: | Barbaresco (Cormons) |

|                                               |           |  |
| Rivera 19’ (rig.), 31’ Chiarugi 44’ Prati 85’ | Marcatori |  |

| Terni 1º ottobre 1972 2ª giornata | Ternana        | 0 – 0 referto | Milan | Stadio Libero Liberati (30 949 spett.)\| Arbitro: \| Monti (Ancona) \| |
| Arbitro:                          | Monti (Ancona) |               |       |                                                                        |

| Arbitro: | Giunti (Arezzo) |

|                                                                             |           |                                 |
| Prati 16’, 55’, 90’ Bigon 30’, 64’ Rivera 35’, 52’ Benetti 40’ Chiarugi 50’ | Marcatori | 33’ Divina 54’ Ghio 88’ Carelli |

| Arbitro: | Pieroni (Roma) |

|                          |           |                      |
| Salvadore 70’ Causio 75’ | Marcatori | 32’ Bigon 76’ Rivera |

| Arbitro: | Trinchieri (Reggio Emilia) |

|                                |           |  |
| Biasiolo 28’ Rivera 87’ (rig.) | Marcatori |  |

| Arbitro: | Lo Bello (Siracusa) |

|                                  |           |          |
| Longoni 20’ Clerici 39’ Caso 49’ | Marcatori | 4’ Prati |

| Arbitro: | Angonese (Mestre) |

|                                  |           |                           |
| Prati 23’ Rosato 31’ Benetti 52’ | Marcatori | 74’ Oriali 77’ Boninsegna |

| Roma 26 novembre 1972 8ª giornata | Roma              | 0 – 0 referto | Milan | Stadio Olimpico (63 342 spett.)\| Arbitro: \| Toselli (Cormons) \| |
| Arbitro:                          | Toselli (Cormons) |               |       |                                                                    |

| Arbitro: | Trono (Torino) |

|                                       |           |           |
| Benetti 30’ Chiarugi 40’ Sogliano 69’ | Marcatori | 23’ Salvi |

| Arbitro: | Pieroni (Roma) |

|  |           |           |
|  | Marcatori | 57’ Bigon |

| Arbitro: | Lo Bello (Siracusa) |

|                                    |           |                  |
| Chiarugi 45’ Bigon 48’ Benetti 72’ | Marcatori | 9’ (aut.) Rosato |

| Napoli 24 dicembre 1972 12ª giornata | Napoli              | 0 – 0 referto | Milan | Stadio San Paolo (55 024 spett.)\| Arbitro: \| Lo Bello (Siracusa) \| |
| Arbitro:                             | Lo Bello (Siracusa) |               |       |                                                                       |

| Arbitro: | Francescon (Padova) |

|            |           |  |
| Rivera 87’ | Marcatori |  |

| Arbitro: | Serafino (Roma) |

|                                            |           |                                |
| Ghetti 4’ Savoldi 27’ (rig.) Novellini 42’ | Marcatori | 60’ (rig.) Rivera 87’ Chiarugi |

| Arbitro: | Ciacci (Firenze) |

|                   |           |                     |
| Chiarugi 15’, 53’ | Marcatori | 90’ (rig.) Mascetti |

#### Girone di ritorno
| Arbitro: | Menegali (Roma) |

|  |           |                   |
|  | Marcatori | 80’ (rig.) Rivera |

| Arbitro: | Trinchieri (Reggio Emilia) |

|                                            |           |                     |
| Benatti 11’ (aut.) Rivera 16’ Chiarugi 66’ | Marcatori | 90’ (rig.) Cardillo |

| Arbitro: | Barbaresco (Cormons) |

|                       |           |              |
| Pellizzaro 43’ (rig.) | Marcatori | 35’ Chiarugi |

| Arbitro: | Pieroni (Roma) |

|                                |           |                           |
| Rivera 44’ (rig.) Biasiolo 85’ | Marcatori | 12’ Bettega 50’ Marchetti |

| Arbitro: | Monti (Ancona) |

|  |           |                                      |
|  | Marcatori | 29’ Rivera 43’ Chiarugi 70’ Biasiolo |

| Arbitro: | Francescon (Padova) |

|                  |           |  |
| Benetti 72’, 85’ | Marcatori |  |

| Arbitro: | Lattanzi (Roma) |

|  |           |                          |
|  | Marcatori | 39’ Sabadini 90’ Benetti |

| Arbitro: | Barbaresco (Cormons) |

|                                  |           |            |
| Bigon 35’ Rivera 52’, 85’ (rig.) | Marcatori | 83’ Morini |

| Arbitro: | Gonella (Torino) |

|           |           |                                       |
| Salvi 21’ | Marcatori | 6’ Rivera 26’, 68’ Bigon 48’ Biasiolo |

| Arbitro: | Francescon (Padova) |

|                   |           |              |
| Rivera 81’ (rig.) | Marcatori | 50’ Brugnera |

| Arbitro: | Lo Bello (Siracusa) |

|                                      |           |            |
| Schnellinger 5’ (aut.) Chinaglia 35’ | Marcatori | 56’ Rivera |

| Arbitro: | Monti (Ancona) |

|              |           |  |
| Chiarugi 90’ | Marcatori |  |

| Arbitro: | Angonese (Mestre) |

|                           |           |                           |
| Pulici 21’ (rig.) Bui 24’ | Marcatori | 49’ Chiarugi 81’ Sabadini |

| Arbitro: | Barbaresco (Cormons) |

|                                     |           |                    |
| Sogliano 12’ Sabadini 56’ Bigon 69’ | Marcatori | 86’ (aut.) Zignoli |

| Arbitro: | Monti (Ancona) |

|                                                                 |           |                                   |
| Sirena 17’ Sabadini 25’ (aut.) Luppi 29’, 70’ Turone 72’ (aut.) | Marcatori | 32’ Rosato 81’ Sabadini 90’ Bigon |

### Coppa Italia

#### Girone Finale B
| Arbitro: | Panzino (Catanzaro) |

|  |           |                       |
|  | Marcatori | 1’ Chiarugi 15’ Bigon |

| Arbitro: | Angonese (Mestre) |

|  |           |          |
|  | Marcatori | 65’ Riva |

| Arbitro: | Gialluisi (Barletta) |

|  |           |                  |
|  | Marcatori | 8’, 81’ Chiarugi |

| Arbitro: | Mascali (Desenzano del Garda) |

|                   |           |  |
| Pirola 34’ (aut.) | Marcatori |  |

| Arbitro: | Lattanzi (Roma) |

|  |           |            |
|  | Marcatori | 71’ Rivera |

| Arbitro: | Trinchieri (Reggio Emilia) |

|                        |           |  |
| Rivera 18’, 33’ (rig.) | Marcatori |  |

#### Finale
| Arbitro: | Angonese (Mestre) |

|                                                  |                      |                                            |
| Benetti 40’ (rig.)                               | Marcatori            | 15’ Bettega                                |
| Schnellinger Benetti Chiarugi Biasiolo Magherini | Tiri di rigore 5 – 2 | Causio Anastasi Bettega Spinosi Cuccureddu |

### Coppa delle Coppe
| Arbitro: | Wurtz |

|           |           |                                      |
| Klein 90’ | Marcatori | 4’, 17’ Prati 19’ Golin 83’ Chiarugi |

| Arbitro: | Casha |

|                              |           |  |
| Chiarugi 4’, 66’ Benetti 33’ | Marcatori |  |

| Arbitro: | Michas |

|           |           |           |
| Deyna 79’ | Marcatori | 75’ Golin |

| Arbitro: | Tschenscher |

|                           |           |             |
| Zignoli 10’ Chiarugi 118’ | Marcatori | 44’ Pieszko |

| Arbitro: | Taylor |

|  |           |             |
|  | Marcatori | 62’ Benetti |

| Arbitro: | Gugulović |

|          |           |             |
| Bigon 2’ | Marcatori | 7’ Piskarëv |

| Arbitro: | Paterson |

|              |           |  |
| Chiarugi 68’ | Marcatori |  |

| Arbitro: | Sánchez |

|  |           |              |
|  | Marcatori | 73’ Chiarugi |

| Arbitro: | Michas |

|             |           |  |
| Chiarugi 3’ | Marcatori |  |

## Statistiche

### Statistiche di squadra
| Competizione      | Punti | In casa | In casa | In casa | In casa | In casa | In casa | In trasferta | In trasferta | In trasferta | In trasferta | In trasferta | In trasferta | Totale | Totale | Totale | Totale | Totale | Totale | DR  |
| Competizione      | Punti | G       | V       | N       | P       | Gf      | Gs      | G            | V            | N            | P            | Gf           | Gs           | G      | V      | N      | P      | Gf     | Gs     | DR  |
| ----------------- | ----- | ------- | ------- | ------- | ------- | ------- | ------- | ------------ | ------------ | ------------ | ------------ | ------------ | ------------ | ------ | ------ | ------ | ------ | ------ | ------ | --- |
| Serie A           | 44    | 15      | 13      | 2       | 0       | 42      | 14      | 15           | 5            | 6            | 4            | 23           | 19           | 30     | 18     | 8      | 4      | 65     | 33     | +32 |
| Coppa Italia      | -     | 3       | 2       | 0       | 1       | 3       | 1       | 3            | 3            | 0            | 0            | 5            | 0            | 7      | 5      | 1      | 1      | 9      | 2      | +7  |
| Coppa delle Coppe | -     | 4       | 3       | 1       | 0       | 7       | 2       | 4            | 3            | 1            | 0            | 7            | 2            | 9      | 7      | 2      | 0      | 15     | 4      | +11 |
| Totale            | -     | 22      | 18      | 3       | 1       | 52      | 17      | 22           | 11           | 7            | 4            | 35           | 21           | 46     | 30     | 11     | 5      | 89     | 39     | +50 |

### Statistiche dei giocatori[23][33]
| Giocatore       | Serie A  | Serie A | Coppa Italia | Coppa Italia | Coppa delle Coppe | Coppa delle Coppe | Totale   | Totale |
| Giocatore       | Presenze | Reti    | Presenze     | Reti         | Presenze          | Reti              | Presenze | Reti   |
| --------------- | -------- | ------- | ------------ | ------------ | ----------------- | ----------------- | -------- | ------ |
| A. Anquilletti  | 28       | 0       | 5            | 0            | 8                 | 0                 | 41       | 0      |
| P. Belli        | 13       | -16     | 0            | -0           | 5                 | -3                | 18       | -19    |
| R. Benetti      | 29       | 7       | 7            | 1            | 7                 | 2                 | 43       | 10     |
| G. Biasiolo     | 22       | 4       | 5            | 0            | 7                 | 0                 | 34       | 4      |
| A. Bigon        | 28       | 10      | 7            | 1            | 8                 | 1                 | 43       | 12     |
| R. Casone       | 1        | 0       | 4            | 0            | 1                 | 0                 | 6        | 0      |
| L. Chiarugi     | 27       | 12      | 5            | 3            | 8                 | 7                 | 40       | 22     |
| F. Cudicini     | 0        | -0      | 0            | -0           | 0                 | -0                | 0        | -0     |
| D. Dolci        | 11       | 0       | 4            | 0            | 7                 | 0                 | 22       | 0      |
| L. Golin        | 5        | 0       | 3            | 0            | 6                 | 2                 | 14       | 2      |
| G. Gori         | 0        | 0       | 1            | 0            | 0                 | 0                 | 1        | 0      |
| G. Magherini    | 2        | 0       | 5            | 0            | 3                 | 0                 | 10       | 0      |
| R. Marson       | 0        | 0       | 0            | 0            | 0                 | 0                 | 0        | 0      |
| P. Prati        | 17       | 6       | 0            | 0            | 4                 | 2                 | 21       | 8      |
| G. Rivera       | 28       | 17      | 6            | 3            | 9                 | 0                 | 43       | 20     |
| R. Rosato       | 25       | 2       | 7            | 0            | 6                 | 0                 | 38       | 2      |
| G. Sabadini     | 23       | 4       | 5            | 0            | 6                 | 0                 | 34       | 4      |
| K. Schnellinger | 28       | 0       | 6            | 0            | 7                 | 0                 | 41       | 0      |
| R. Sogliano     | 17       | 2       | 1            | 0            | 4                 | 0                 | 22       | 2      |
| C. Tresoldi     | 1        | 0       | 0            | 0            | 1                 | 0                 | 2        | 0      |
| M. Turone       | 15       | 0       | 4            | 0            | 5                 | 0                 | 24       | 0      |
| V. Vecchi       | 19       | -17     | 7            | -2           | 4                 | -1                | 30       | -20    |
| G. Zignoli      | 15       | 0       | 7            | 0            | 7                 | 1                 | 29       | 1      |